# Sp V Tri Anggunjaya
Sp V Tri Anggunjaya is een bestuurslaag in het regentschap Musi Rawas van de provincie Zuid-Sumatra, Indonesië. Sp V Tri Anggunjaya telt 1231 inwoners (volkstelling 2010).